# Санта Клара (окръг)
Вижте пояснителната страница за други значения на Санта Клара .
Санта Клара (на испански: Santa Clara) е окръг в района на залива на Сан Франциско, щата Калифорния, САЩ. Окръжният му център е град Сан Хосе. В окръг Санта Клара се намира и по-голямата част от Силициевата долина. Окръг Санта Клара е част от Южния залив в района на Сан Франциско.

## География
Окръг Санта Клара е с обща площ от 3377 km². Разломът Сан Андреас е разположен по протежението на планинската верига Санта Круз в южната част на окръга.

## Население
Населението на окръг Санта Клара е 1 682 585 души (2000). 614 души са отбелязали, че са от български произход на преброяването през 2000 г.

## История
Санта Клара е един от основополагащите окръзи на Калифорния. Основан е 1850 г., когато Калифорния е приета за щат на САЩ. Част от територията на окръга е дадена на окръг Аламида през 1853 г.

## Транспорт
Основно летище, разположено в окръга, е Международно летище Сан Хосе. Други по-малки летища се намират в Сан Хосе, Пало Алто и Сан Мартин.

## Политика

### Резултати от президентски избори
| Година | Републиканска партия | Демократическа партия |
| ------ | -------------------- | --------------------- |
| 2004   | 34,60% 209 094       | 63,90% 386 100        |
| 2000   | 34,40% 188 750       | 60,70% 332 490        |
| 1996   | 32,20% 168 291       | 56,90% 297 639        |
| 1992   | 28,40% 170 870       | 49,20% 296 265        |
| 1988   | 47% 254 442          | 51,30% 277 810        |
| 1984   | 54,80% 288 638       | 43,60% 229 865        |
| 1980   | 48% 299 048          | 35% 166 995           |
| 1976   | 49,50% 219 188       | 46,90% 208 023        |
| 1972   | 51,90% 237 334       | 45,60% 208 506        |
| 1968   | 45,60% 163 446       | 48,40% 173 511        |
| 1964   | 36,60% 117 420       | 63,10% 202 249        |
| 1960   | 52,70% 131 735       | 47% 117 667           |

### Парламентарни избори в България
За Парламентарните избори в България 2005 се отваря избирателна секция в град Санта Клара, в която гласуват 148 гласоподаватели. Секцията е 9-ата по големина от 50-те секции в САЩ на тези избори и 2-рата по големина на запад от Чикаго. Брой на гласовете по партии: НДСВ (43), ДСБ (39), ОДС (29), Коалиция за България (13), Коалиция „Атака“ (10), Коалиция „Български Народен Съюз“ (7), „Новото време“ (5), Н.З.П. „Никола Петков“ (1) и ФАГО (1).

## Градове
- Гилрой
- Кембъл
- Купертино
- Лос Алтос
- Лос Алтос Хилс
- Лос Гатос
- Маунтин Вю
- Милпитас
- Монте Серено
- Морган Хил
- Пало Алто
- Сан Хосе
- Санта Клара
- Саратога
- Сънивейл

## Други населени места
- Буена Виста
- Бърбанк
- Източни Футхилс
- Лексингтън Хилс
- Лойола
- Сан Мартин
- Севън Трийс
- Станфорд
- Сунол-Мидтаун
- Фрутдейл
- Бел Стейшън
- Каса Лома
- Сан Антонио

## Съседни окръзи
- Аламида (на север)
- Мърсед (на югоизток)
- Сан Бенито (на юг)
- Сан Матео (на северозапад)
- Санта Круз (на югозапад)
- Станислос (на изток)

## Големи градове в района
- Сан Хосе
- Оукланд
- Сан Франциско

## Районът
Район на Санфранцисканския залив